# Гривест вълк
Гривест вълк (Chrysocyon brachyurus) е хищен бозайник от семейство Кучеви.

## Физически характеристики
Гривестият вълк често е описван като „Червена лисица на кокили“. Въпреки това обаче той е значително по-едър и е систематизиран в отделен род. Възрастните екземпляри са високи около един метър, тежат 20 до 25 кг. Това го прави най-високият вид включен в семейство Кучеви. Дългите крака са вероятно за приспособяване към пасищата с висока тревиста растителност в ареала му на местообитание. Козината на гривестия вълк е червеникавокафява до златисто-оранжева. Краката са дълги и черни. Отгоре на врата се образува характерна черна грива. Има белезникав връх на опашката и бяло петно под гърлото. В случай на опасност гривата на вълка настръхва и така му придава внушителен вид. Тя притежава и характерна неприятна миризма, поради което гривестия вълк е придобил прозвището си „Вълчи скункс“.

## Разпространение
Този бозайник обитава полуоткрити местности със смесена тревиста и храстова и дървесна растителност. Това са местообитания характерни за серадо и бразилска атлантическа гора. Обитава югоизточната част на Бразилия, Парагвай, северна Аржентина, Боливия на изток и на север до Андите в Перу. Видът е много рядък в Уругвай.

## Начин на живот и хранене
Вълкът ловува сам, обикновено между залез и полунощ. Той убива плячката си чрез ухапване по врата и гърба. Образува моногамни двойки, които обитават обща територия от около 30 km². Макар че територията е обща, те се срещат заедно само през брачния сезон. Границите ѝ се маркират, чрез уриниране и обикновено това става през нощта. Екземплярите преминават през едни и същи места и така утъпкват почвата като образуват „вълчи пътеки“. При наличие на обилна храна може няколко възрастни екземпляра да се съберат заедно. Гривестият вълк е всеядно животно. Той е специализиран в убиването на малка и средна плячка като дребни бозайници (обикновено гризачи и зайци), птици, дори и риба. Според някои изследователи около 50% от диетата на вида включва храна от растителен произход като грудки, плодове и дори захарна тръстика. Установено е, че при екземпляри, отглеждани в плен, диетата е предимно месна. В такива случаи вълците развиват пикочно-каменна болест. Макар че в миналото е смятано, че ловува домашен добитък, днес се знае, че вълците ловуват само домашни птици.

## Размножаване
Брачният сезон продължава от ноември до февруари. Бременността продължава 60 – 65 дена. Раждат 2 до 6 чернооцветени малки, всяко от тях тежи около 450 г. Малките израстват напълно до една година.

## Таксономия
Гривестият вълк не е близкородствен с други видове от неговото семейство. Това е древен вид оцелял от плейстоцена и е близък в някои отношения с други южноамерисански видове като Храстовото куче и в по-малка степен с Майконг и Късоухата лисица.